# Ouchkovski
L'Ouchkovski (en russe : Ушковский), connu auparavant sous le nom de Ploski, est un volcan complexe situé dans la partie nord-ouest du groupe volcanique du Klioutchevskoï, au nord de la plaine centrale de la péninsule du Kamtchatka, à l'est de la Russie. Il se trouve dans le raïon d'Oust-Kamtchatsk, sur le territoire du parc naturel du volcan Klioutchevskoï, inscrit sur la liste du patrimoine mondial de l'UNESCO.
L'Ouchkovski est un volcan bouclier, il s'élève à 4 057 mètres d'altitude au Krestovski et compte parmi les 29 volcans actifs du Kamtchatka. Si sa dernière éruption remonte à 1890, des activités volcaniques ont été enregistrées en 1980 ainsi que dans les années 1983-1984.